# George Modelski
George Modelski (* 9. Januar 1926 in Poznań; † 21. Februar 2014 in Washington, D.C.) war ein polnisch-amerikanischer Politikwissenschaftler, dessen Spezialgebiet die Internationalen Beziehungen waren. Seine wichtigste wissenschaftliche Leistung war die Entwicklung einer Theorie der weltpolitischen Zyklen (Long Cycle Theory).
Modelski studierte an der London School of Economics und der University of London, an der er zum Ph.D. (International Relations) promoviert wurde. Danach forschte er als Senior Research Associate an der Australian National University. Von 1967 bis 1995 war er Professor für Politikwissenschaft an der University of Washington. Zudem lehrte er als Gastprofessor an der University of Chicago, der Princeton University, der Harvard University, dem Netherlands Institute for Advanced Study, der Universität Stockholm sowie der Universität Catania. 2012 wurde er für seine sozialwissenschaftlichen Leistungen von der International N. D. Kondratiev Foundation in Moskau mit der Bronze-Medaille ausgezeichnet.

## Theorie der weltpolitischen Zyklen
Modelski begann 1974, als er ein entsprechendes Konferenzpapier vorlegte, mit der Arbeit an seiner Long Cycle Theory, 1978 veröffentlichte er dazu den ersten Zeitschriftenartikel, seine wichtigsten Buchveröffentlichungen zum Thema kamen ab 1987 heraus.
In seiner Theorie geht er davon aus, dass die weltpolitischen Zyklen seines Modells eine Erscheinung der Moderne sind und sich erstmals gegen Ende des 15. Jahrhunderts zeigten. Seiher durchläuft das internationale System einen sich stets wiederholenden Zyklus von jeweils etwa 120 Jahren. Folglich befindet sich das System derzeit in der fünften Wiederholung. Am Anfang erringt ein staatlicher Akteur die Vormachtstellung auf der Welt und behält sie als Hegemon während des jeweiligen Zyklus. Laut Modelski waren bisher Portugal, die Niederlande, Großbritannien zweimal hintereinander Hegemon. Aktuell sind es die USA.
Jeder Zyklus des Modells umfasst vier Phasen, die jeweils ungefähr 30 Jahre dauern. Am Anfang steht eine längere kriegerische Periode (im amerikanischen Zyklus waren es die beiden Weltkriege in der Zeit von 1914 bis 1945), deren Auswirkungen das internationale System neu gestalten. In der zweiten, der post-kriegerischen Phase hat der Hegemon die Befähigung und die Legitimation ein weltpolitisches Ordnungssystem durchzusetzen und damit die Weltpolitik im eigenen Interesse maßgeblich zu gestalten (im amerikanischen Zyklus war das zwischen 1945 und 1973 so). In der nächsten Phase setzt eine Delegitimierung des internationalen Ordnungsmodells ein, weil es von Konkurrenten in Frage gestellt wird (für den amerikanischen Zyklus nennt Modelski die Jahre von 1973 bis 2000). Schließlich folgt die vierte Phase, die der Dekonzentration. In diesem Zeitraum gewinnen neue Kräfte an Macht und Bedeutung und beginnen, zunächst regional, eigene Ordnungsvorstellungen durchzusetzen. Dadurch entsteht ein multipolares System mit schwacher internationaler Ordnung, aus dem sich ein globaler Konflikt entwickelt, der zum Weltkrieg eskaliert (für den amerikanischen Zyklus wird diese Phase mit den Jahren 2000 bis 2030 datiert).
Die Theorie kann der politikwissenschaftlichen Zyklenforschung zugeordnet werden, die ihren Höhepunkt in den 1970er- und 1980er-Jahren hatte, danach dann weniger Beachtung fand. Im angelsächsischen Raum gehört die Theorie zum Lehrbuchwissen, in der deutschsprachigen Politikwissenschaft erzeugte sie dagegen bisher kaum Aufmerksamkeit.

## Schriften (Auswahl)
- A theory of foreign policy. Praeger, New York 1962.
- Principles of world politics. Free Press, New York 1972.
- Long cycles in world politics. University of Washington Press, Seattle 1987, ISBN 0-295-96430-8.
- Exploring long cycles. L. Rienner Publishers, Boulder 1987, ISBN 0-931-47798-0.
- Mit William R. Thompson: Seapower in global politics, 1494–1993. Macmillan Press, Houndmills, Basingstoke, Hampshire 1988, ISBN 0-333-42925-7.
- Mit Sylvia Modelski: Documenting global leadership. University of Washington Press, Seattle 1988, ISBN 0-295-96635-1.
- Mit William R. Thompson: Leading sectors and world powers. The coevolution of global politics and economics. University of South Carolina Press, Columbia 1996, ISBN 1-570-03054-5.